# Turistická značená trasa 6012
 Turistická značená trasa 6012 je žlutě vyznačená 4 kilometry dlouhá pěší trasa Klubu českých turistů vedená z Prahy-Suchdola do Roztok u Prahy. Nejvýše položené místo je vyhlídka ve výšce 320 metrů nad mořem. Prochází katastrálním územím pražských čtvrtí Suchdol a Sedlec, v okrese Praha-západ městem Roztoky u Prahy.

## Popis trasy
Trasa začíná v Suchdole na rozhraní se Sedlcem, kterou vede severně k Sedleckým skalám s vyhlídkou na údolí Vltavy. Odtud pokračuje přírodní rezervací Roztocký háj – Tiché údolí společně se stejnojmennou naučnou stezkou do údolí k Únětickému potoku. Ulicí Tiché údolí pak vede severovýchodním směrem do Roztok na nádraží.
| Km  | Místo                    | Navazující a křižující trasy | Nadm. výška |
| --- | ------------------------ | ---------------------------- | ----------- |
| 0   | Suchdol, Kamýcká         |                              |             |
| 1   | Vyhlídka na údolí Vltavy |                              | 320 m       |
| 3,5 | Svojsíkovy sady          | 1006                         | 185 m       |
| 4   | Roztoky (žst)            | 1006, 3087, 6008             |             |

## Zajímavá místa
- Stromořadí lip srdčitých v Suchdole - památné stromy
- Sedlecké skály
- Roztocký háj - Tiché údolí
- Únětický potok

## Veřejná doprava
Cesta začíná v Praze u zastávky MHD Kamýcká a končí na nádraží v Roztokách u Prahy.